# 表现型值
表现型值是对群体中的个体进行数量性状的表型测量可以得到反应该性状表现程度的一个数量值，简称表形值。
如果某性状的变异受到遗传效应(Genotypic effect, g)和环境中随机误差效应(又称为环境差值， Environmental deviation, e)的影响，则群体中某一个体i的表现型值（Phenotypic Value, p）可以用一个简单的线性公式来表示：
：p=μ+g+e，
即基因型效应 g 和环境效应 e 共同作用的结果使群体中某一个体的表现型值偏离群体均值 μ 。